# Skaos
Skaos – niemiecki zespół wykonujący ska założony w 1982 roku w Krumbach.

## Skład zespołu
- Mr. Mad Wolley – śpiew / puzon
- Bill Mendocino – keyboard
- Ice Scholl – bas
- Eddi Weest – gitara
- Daniel Friedrichs – saksofon
- Konsti Linus – trąbka
- Frank Holderied – perkusja

## Dyskografia

### Albumy
- Beware (1988)
- Catch This Beat (1989)
- Back To Live (1995)
- Ham & Eggs (1997)
- Porno '75 (2000)
- Breaking the Curfew (Live) (2002)
- Pocomania (2005)
- SILVER (2006)

### EP i Single
- Inside (1987)
- The Spirit Of Ska (1997)
- One Day (2005)